# Буковець (Видинська область)
Бу́ковець (болг. Буковец) — село у Видинській області Болгарії. Входить до складу общини Видин.

## Населення
За даними перепису населення 2011 року у селі проживали 673 особи.
Національний склад населення села:
| Національність   | Кількість осіб | Відсоток |
| ---------------- | -------------- | -------- |
| болгари          | 451            | 98,5%    |
| цигани           | 5              | 1,1%     |
| Всього відповіли | 458            |          |

Розподіл населення за віком у 2011 році:
Динаміка населення: